# 萨姆·拉图兰吉国际机场
萨姆·拉图兰吉国际机场（印尼语：Bandar Udara Internasional Sam Ratulangi）也称作万鸦老国际机场，是印度尼西亚北苏拉威西省的一座机场，位于万鸦老市区东北13（8.1英里）。机场以米纳哈萨族的教育家和独立英雄萨姆·拉图兰吉为名，是印尼旅游部认定的进入印度尼西亚的11个主要门户之一，也是到访布纳肯国家公园的主要通道。万鸦老机场现在是狮子航空和飞翼航空的东北印尼枢纽，也是加鲁达印尼航空和连城航空的重点机场，开通有多条国际航线，飞往中国的国际航线占大多数。

## 历史

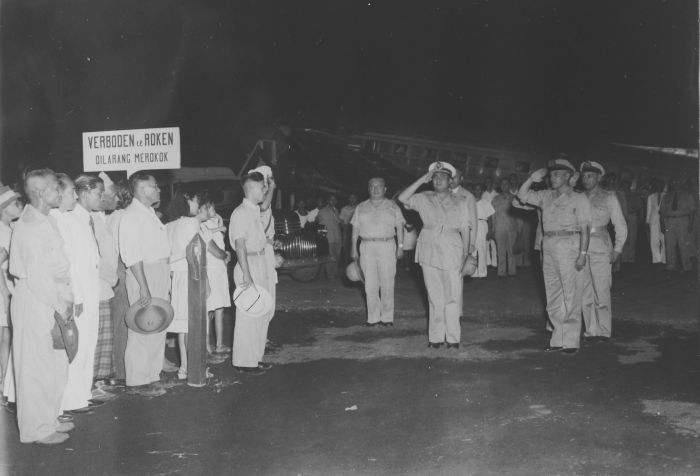
1948年在马旁莪飞行场迎接东印度尼西亚国总理伊達·阿奈克·阿貢·格德·阿貢

万鸦老机场由日军在二战期间的1942年建立，最初仅有700米长23米宽的跑道，名叫马旁莪飞行场（Airfield Mapanget）。全面斗争宪章暴乱时期，中央军队将机场名称改为图吉曼飞行场（Airfield Tugiman），以纪念在马旁莪飞行场战斗中阵亡的图吉曼少校。后来机场名称一度改回马旁莪飞行场。随着时间的推移，机场也曾被称为马拉米斯飞行场（Airfield A. A. Maramis）。
最终，为了纪念来自北苏拉威西的米纳哈萨族民族英雄——索尔·格伦·雅各布·萨缪尔·拉图兰吉博士（Dr. Saul Grunt Jacob Samuel Ratulangi），机场被政府定名为萨姆·拉图兰吉机场。
1989年1月1日开始，机场交由印尼第一机场公众公司（现在的印尼第一机场股份有限公司）管理。1994年，萨姆·拉图兰吉国际机场被划为1B型机场。随着印度尼西亚经济的发展，为了提高飞行服务质量，跑道被延长到2,650米长以及45米宽。机场也因此能为空客A300、空客A320、麦道DC-10等机型提供起降服务。1998年到2001年间，万鸦老机场进行了一次升级改造工程，耗资760万美元改建空侧区域、1,300万美元改建陆侧区域，资金由印尼政府和亚洲开发银行提供。2009年召开世界海洋会议前，机场再次对停机坪、国际候机厅和停车场进行扩建。

## 设施

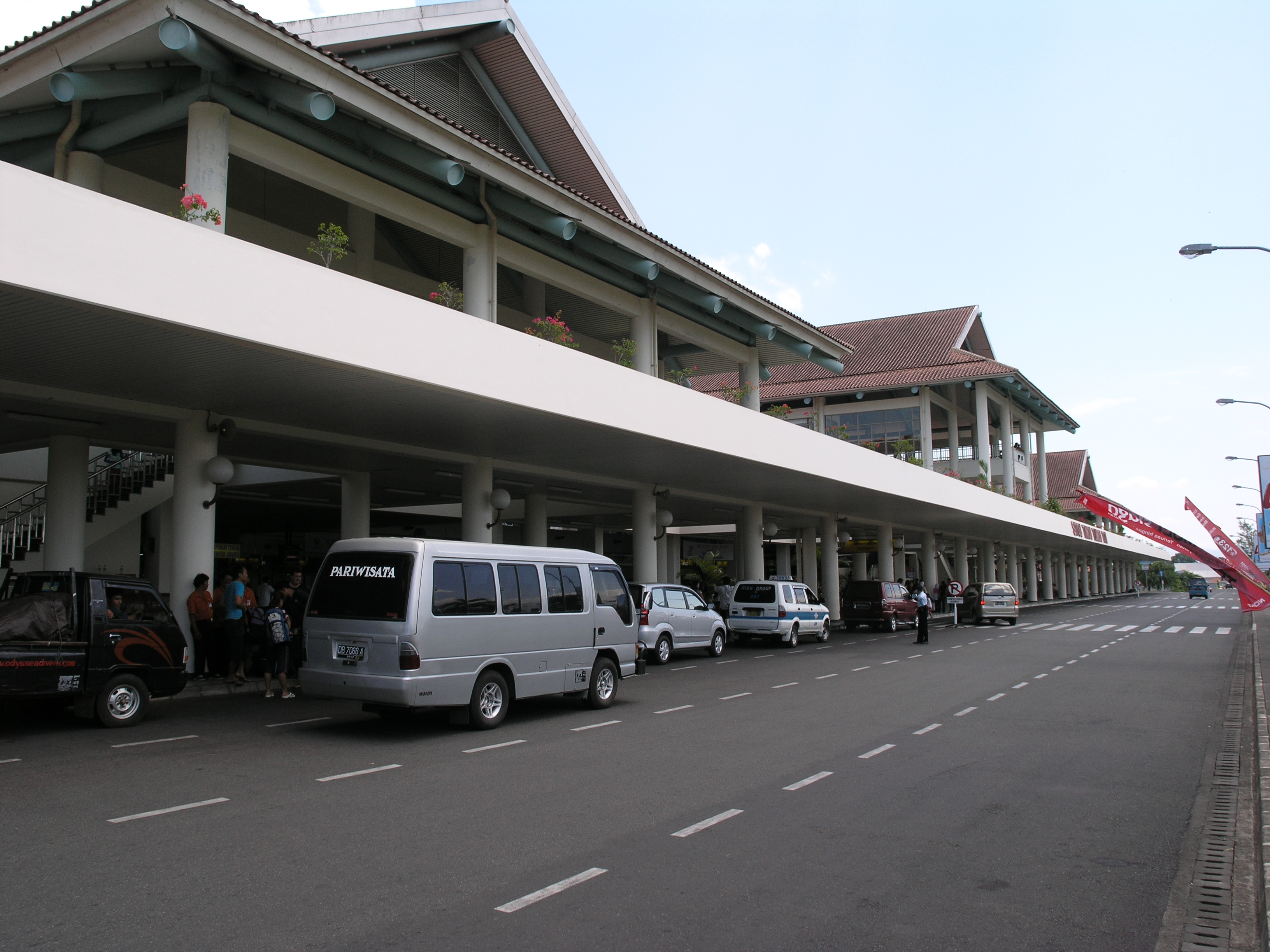
机场的航站楼

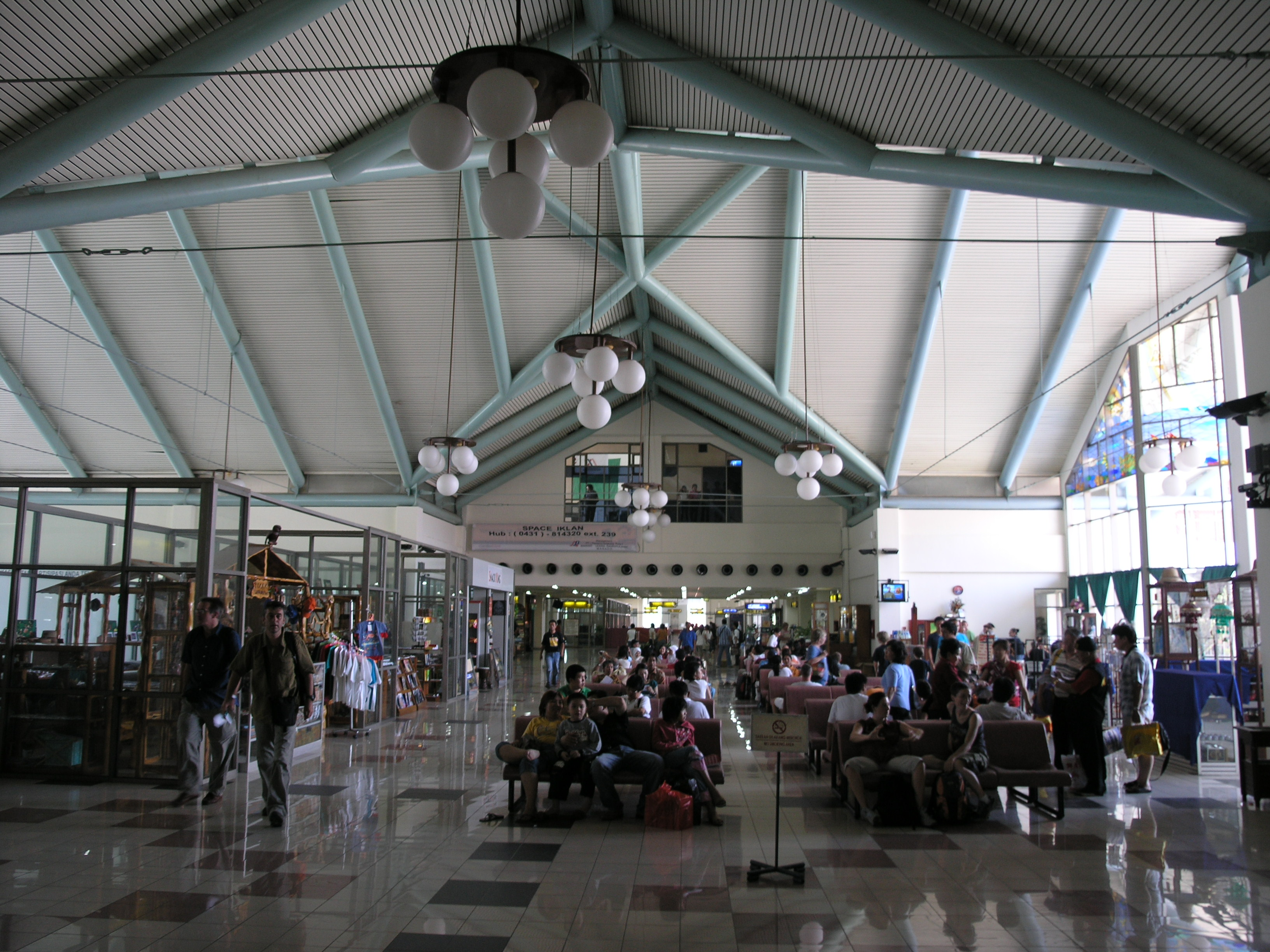
机场的候机厅

机场拥有21个值机柜台、5个登机口、4座廊桥和2条行李传送带，拥有4,044 m2的国际航站楼和14,126 m2国内航站楼，每年分别可为18.3万和130万旅客提供服务，高峰时期可同时服务2,816名旅客。航站楼内配备有银行、旅行社、自动提款机、免税店、礼品店、报刊烟草销售点、咖啡厅和其他餐饮服务设施（肯德基、星巴克、唐恩都乐、印多超市、香啡缤等），天合联盟成员加鲁达印尼航空在机场开设有商务和头等舱休息室。机场拥有8,074 m2的停车区。
机场建有3,546 m2的货运楼和一座2,280 m2的仓库，停机坪面积为71,992 m2。

## 航空公司和目的地

### 國內線
| 航空公司         | 目的地                                                           |
| ---------------- | ---------------------------------------------------------------- |
| 印度尼西亚鹰航空 | 雅加达-苏哈                                                      |
| 印尼狮子航空     | 雅加达-苏哈、峇里島-登巴萨、泗水、望加锡、索龙、巴厘巴板         |
| 巴泽航空         | 雅加达-苏哈                                                      |
| 连城航空         | 雅加达-苏哈、望加锡                                              |
| 三佛齐航空       | 雅加达-苏哈、索龙、特尔纳特                                      |
| 飛翼航空         | 特尔纳特、哥伦打洛、卢武克、安汶、卡奥、加莱拉、梅龙瓜内、塔胡纳 |
| 楠航空           | 索龙、特尔纳特                                                   |

### 國際線
| 航空公司                  | 目的地                                                            |
| ------------------------- | ----------------------------------------------------------------- |
| 加鲁达印尼航空            | 东京/成田                                                         |
| 印尼狮子航空              | 天津、广州、长沙 包机：常州、成都、重庆、昆明、武汉、澳门、科罗尔 |
| 连城航空                  | 包机：成都、福州、杭州、昆明、香港                                |
| 三佛齐航空                | 包机：广州                                                        |
| 翎亞航空                  | 上海/浦東                                                         |
| 中国南方航空              | 广州                                                              |
| 祥鵬航空                  | 昆明                                                              |
| 酷航                      | 新加坡                                                            |
| 菲律賓航空 由菲航快運營運 | 達沃（2020年3月31日開航）                                         |

## 数据
| 年份 | 国内        | 国内        | 国内        | 国际        | 国际        | 国际        |
| 年份 | 旅客 （人） | 货运 （吨） | 架次 （架） | 旅客 （人） | 货运 （吨） | 架次 （架） |
| ---- | ----------- | ----------- | ----------- | ----------- | ----------- | ----------- |
| 2005 | 1,037,961   | 7,923,948   | 15,288      | 39,678      | 331,394     | 545         |
| 2006 | 1,065,691   | 9,150,055   | 14,112      | 44,043      | 403,650     | 599         |
| 2007 | 1,070,471   | 9,529,574   | 13,126      | 46,833      | 326,921     | 652         |
| 2008 | 1,110,634   | 9,776,389   | 13,393      | 52,483      | 245,688     | 678         |
| 2009 | 1,233,513   | 9,905,420   | 14,002      | 75,985      | 459,530     | 841         |
| 2010 | 1,344,661   | 9,109,521   | 18,933      | 83,199      | 566,621     | 911         |
| 2011 | 1,455,771   | 10,299,743  | 22,1003     | 764,981     | 773,747     | 1002        |
| 2012 | 1,544,763   | 11,321,877  | 27,1011     | 883,1002    | 788,983     | 1012        |

## 事故和事件
- 1967年2月16日，加鲁达印尼航空708号班机（英语：Garuda Indonesia Flight 708）一架洛克希德L-188在万鸦老机场发生事故，84名旅客中22人死亡（8名机组成员无人死亡）。2月15日的格林尼治标准时间00:30，708号班机从雅加达起航，计划经停泗水和望加锡飞到万鸦老。在第二段航程中，望加锡的恶劣天气使得班机飞返泗水。第二天708号班机从泗水起飞继续前往望加锡和万鸦老，万鸦老上空的云层使得能见度只有2千米，飞行员对跑道18实施进近，但是在飞过一座小山后飞行员发现飞行过高并且向左偏离了中线。降下机首后，飞机速度下降得比目标速度低，并且一直在向右偏移，最终坠落在距离跑道156英尺的地面，起落架断裂，机身着火。[4]
- 1976年1月7日，曼达拉欣丰虎航一架维克斯子爵客机在雨中降落时冲出跑道，最终停在跑道外180米处，事故没有造成人员死亡。[5]
- 1982年12月10日，包拉印尼航空（英语：Bouraq Indonesia Airlines）一架霍克·西德利748（英语：Hawker Siddeley HS 748）的前起落架在着陆时断裂，导致飞机偏离跑道，没有造成人员死亡。[6]
- 1986年10月3日，东印尼空中滑行公司（East Indonesia Air Taxi）的一架肖特SC7（英语：Short SC.7 Skyvan）在万鸦老机场附近撞山，10名旅客和3名机组成员全数罹难。[7]
- 1991年5月9日，鸽记航空（英语：Merpati Nusantara Airlines）7533次航班一架福克F27友谊式客机在万鸦老机场附近撞山，8名旅客和5名机组成员全数罹难。[8]

## 资料来源
1. ↑  在大圆制图人（Great Circle Mapper）上的MDC机场信息
2. ↑  钟永棋. . www.chinanews.com. 中国新闻网. 2016-07-22  [2017-12-28]. （原始内容存档于2017-12-28）.
3. ↑  . www.thejakartapost.com. The Jakarta Post. 2017-07-31  [2017-12-28]. （原始内容存档于2021-01-17）.
4. ↑  Harro Ranter. . Aviation Safety Network. 1967-02-16  [2015-06-04]. （原始内容存档于2012-10-23）.
5. ↑  Harro Ranter. . Aviation Safety Network. 1976-01-07  [2017-12-28]. （原始内容存档于2011-08-06）.
6. ↑  Harro Ranter. . Aviation Safety Network. 1982-12-10  [2015-06-04]. （原始内容存档于2012-10-23）.
7. ↑  Harro Ranter. . 1986-10-03  [2015-06-04]. （原始内容存档于2012-10-23）.
8. ↑  Harro Ranter. . 1991-05-09  [2015-06-04]. （原始内容存档于2012-10-23）.